# Хъмфрис (окръг, Тенеси)
Окръг Хъмфрис (на английски: Humphreys County) е окръг в щата Тенеси, Съединени американски щати. Площта му е 1442 km², а населението – 17 929 души (2000). Административен център е град Уейвърли.